# Gmina Hässleholm
Gmina Hässleholm (szw. Hässleholms kommun) – gmina w Szwecji, w regionie Skania, z siedzibą w Hässleholm.
Pod względem zaludnienia Hässleholm jest 46. gminą w Szwecji. Zamieszkuje ją 48 945 osób, z czego 50,23% to kobiety (24 587) i 49,77% to mężczyźni (24 358). W gminie zameldowanych jest 1797 cudzoziemców. Na każdy kilometr kwadratowy przypada 37,24 mieszkańca. Pod względem wielkości gmina zajmuje 75. miejsce.